# Jorge Agustín Rodríguez
Jorge Agustín Rodríguez (Mendoza, Argentina; 15 de septiembre de 1995) es un futbolista argentino. Juega como mediocampista en el C. F. Monterrey de la Primera División de México.

## Trayectoria

### Banfield
Debutó el 8 de agosto en la derrota por 3-0 frente a Godoy Cruz. En ese partido jugaron 7 jugadores de las inferiores entre ellos Jorge Rodríguez. En ese torneo solo jugaría 2 partidos.
Luego en el torneo 2015 jugaría 5 partidos y 1 partido por la liguilla pre sudamericana.
En el torneo de transición se ganaría la titularidad en la mitad del campeonato con la llegada de Julio Falcioni como DT, siendo titular el resto del campeonato.
Para la temporada siguiente el club jugaría triple competencia quedando afuera en primera fase de las copas, en la Copa Sudamericana 2016 el "Corcho" marcaría su primer gol en primera.
El 2 de abril de 2017 tendría su peor noche en el Clásico del Sur cometiendo 2 penales y siendo expulsado en la derrota de su equipo por 4-2.

### Estudiantes de La Plata
En febrero de 2021 Estudiantes de La Plata adquiere de Banfield la totalidad del pase.
El 13 de diciembre de 2023 integró el equipo titular del Estudiantes de La Plata campeón de la Copa Argentina 2023.
A raíz de sus destacadas actuaciones, a fines de diciembre de 2023, es transferido al Club de Fútbol Monterrey de la Primera División de México en 3 millones de dólares.

## Estadísticas

### Clubes
Actualizado hasta su último partido disputado el 21 de junio de 2025.
| Club                              | Div.          | Temporada     | Liga  | Liga  | Liga   | Copas nacionales | Copas nacionales | Copas nacionales | Torneos internacionales | Torneos internacionales | Torneos internacionales | Total | Total | Total  |
| Club                              | Div.          | Temporada     | Part. | Goles | Asist. | Part.            | Goles            | Asist.           | Part.                   | Goles                   | Asist.                  | Part. | Goles | Asist. |
| --------------------------------- | ------------- | ------------- | ----- | ----- | ------ | ---------------- | ---------------- | ---------------- | ----------------------- | ----------------------- | ----------------------- | ----- | ----- | ------ |
| C. A. Banfield Argentina          | 1.ª           | 2014          | 2     | 0     | 0      | —                | —                | —                | —                       | —                       | —                       | 2     | 0     | 0      |
| C. A. Banfield Argentina          | 1.ª           | 2015          | 6     | 0     | 0      | 1                | 0                | 0                | —                       | —                       | —                       | 7     | 0     | 0      |
| C. A. Banfield Argentina          | 1.ª           | 2016          | 9     | 0     | 0      | 1                | 0                | 0                | —                       | —                       | —                       | 10    | 0     | 0      |
| C. A. Banfield Argentina          | 1.ª           | 2016-17       | 26    | 0     | 1      | 2                | 0                | 0                | 2                       | 1                       | 0                       | 30    | 1     | 1      |
| C. A. Banfield Argentina          | 1.ª           | 2017-18       | 25    | 0     | 1      | 2                | 0                | 0                | 4                       | 0                       | 1                       | 31    | 0     | 2      |
| C. A. Banfield Argentina          | 1.ª           | 2018-19       | 18    | 0     | 0      | 4                | 0                | 0                | 4                       | 0                       | 0                       | 26    | 0     | 0      |
| C. A. Banfield Argentina          | 1.ª           | 2019-20       | 22    | 1     | 2      | 2                | 0                | 0                | —                       | —                       | —                       | 24    | 1     | 2      |
| C. A. Banfield Argentina          | 1.ª           | 2020-21       | —     | —     | —      | 12               | 0                | 0                | —                       | —                       | —                       | 12    | 0     | 0      |
| C. A. Banfield Argentina          | Total club    | Total club    | 108   | 1     | 4      | 24               | 0                | 0                | 10                      | 1                       | 1                       | 142   | 2     | 5      |
| Estudiantes de La Plata Argentina | 1ª            | 2021          | 16    | 0     | 1      | 12               | 0                | 0                | —                       | —                       | —                       | 28    | 0     | 1      |
| Estudiantes de La Plata Argentina | 1ª            | 2022          | 24    | 0     | 1      | 13               | 0                | 0                | 13                      | 0                       | 0                       | 50    | 0     | 1      |
| Estudiantes de La Plata Argentina | 1ª            | 2023          | 27    | 2     | 1      | 17               | 0                | 1                | 12                      | 0                       | 0                       | 56    | 2     | 2      |
| Estudiantes de La Plata Argentina | Total club    | Total club    | 67    | 2     | 3      | 42               | 0                | 1                | 25                      | 0                       | 0                       | 134   | 2     | 4      |
| C.F. Monterrey · México           | 1ª            | C-2024        | 19    | 0     | 5      | —                | —                | —                | 6                       | 1                       | 0                       | 25    | 1     | 5      |
| C.F. Monterrey · México           | 1ª            | 2024-25       | 39    | 1     | 0      | —                | —                | —                | 7                       | 0                       | 0                       | 46    | 1     | 0      |
| C.F. Monterrey · México           | Total club    | Total club    | 58    | 1     | 5      | 0                | 0                | 0                | 13                      | 1                       | 0                       | 71    | 2     | 5      |
| Total carrera                     | Total carrera | Total carrera | 233   | 4     | 12     | 66               | 0                | 1                | 48                      | 2                       | 1                       | 347   | 6     | 14     |
| 1. 2.                             |               |               |       |       |        |                  |                  |                  |                         |                         |                         |       |       |        |

## Palmarés

#### Campeonatos nacionales
| Título         | Club                    | País      | Año  |
| -------------- | ----------------------- | --------- | ---- |
| Copa Argentina | Estudiantes de La Plata | Argentina | 2023 |